# Smith & Mighty
Smith & Mighty du nom de ses deux fondateurs, Rob Smith et Ray Mighty, est un groupe britannique, originaire de Bristol. À l'instar de Massive Attack ou même de Carlton, tous deux originaires de Bristol également, Smith & Mighty est rétrospectivement considéré comme un des groupes précurseurs du mouvement trip hop. Plus largement, ils comptent parmi les artisans du son bristolien, associé au cours des années 1990 à des artistes tels que Massive Attack, Portishead, Tricky ou Roni Size. 

## Biographie
Bien avant que Bristol ne devienne une place-forte des dubs trip-hop et downbeat, le duo formé par Rob Smith et Ray Mighty se réunit à la fin des années 80 pour enregistrer deux morceaux de breakbeat, Walk on By et Anyone Who Had a Heart. La fusion anachronique des productions sophistiquées de Burt Bacharach avec du hip-hop cool préfigurait la fascination ultérieure du trip-hop pour l'adult-pop plus policée de la fin des années 60.

Le duo produit également le hit Wishing on a Star des Fresh 4, puis signe avec FFRR Records (en) qui était à la recherche d'une équipe de production capable de pratiquer le crossover de façon similaire à Soul II Soul.
Le premier album de Smith & Mighty, Bass Is Maternal (en), est rejeté par le label, de même que les enregistrements suivants, au motif qu'"ils ne sont pas publiables". Le duo décide alors de créer son propre label, More Rockers. Cinq ans après, en 1995, ils publient enfin l'album Bass Is Maternal.

Smith & Mighty produisent également sur leur label le groupe Marxman, et publient en 1998 un volume dans la série DJ Kicks, suivi deux ans plus tard par Big World, Small World.

Smith participe également à un enregistrement du trio hip-hop Jaz Klash.
Après avoir connu des fortunes diverses auprès de petits labels, Smith & Mighty signe en 1997 auprès du label allemand Studio !K7. À compter de cette date, Smith & Mighty connaitra un certain succès d'estime, lui permettant notamment une réédition de l'album Bass is Maternal en 2000.